# Ибрикчия
ибрикчия
Тази страница е „меко“ пренасочване.